# Rosie Malek-Yonan
Rosie Malek-Yonan (syr. ܪܘܙܝ ܡܠܟ ܝܘܢܢ), (per. رزی ملک یونان), (ur. 4 lipca 1965) w Teheranie, jest aktorką, autorką, reżyserką oraz działaczem na rzecz praw człowieka. Z pochodzenia jest Asyryjką. Jej ród wywodzi się z regionu Urmia, położonego w północno-zach.Iranie. Mówi biegle po persku, angielsku, francusku i asyryjsku.
Rosie Malek-Yonan jest zadeklarowaną zwolenniczką spraw, dotyczących jej narodu, biorąc pod uwagę trudną sytuację dzisiejszych Asyryjczyków na Bliskim Wschodzie, począwszy od 2003 inwazji na Irak przez USA i sił koalicji. Otwarcie skrytykowała USA za brak ochrony chrześcijan w Iraku od początku inwazji w 2003 r. w Iraku. W wywiadzie dla „The New York Times” powiedziała: Kraje zachodnie przeszły do wojny na Bliskim Wschodzie, zamiast politycznej stała się wojna religijna... W wywiadzie stwierdziła również, że dowódcy kurdyjscy w Iraku są odpowiedzialni za pozbawienie chrześcijan bezpieczeństwa, starając się przechylić przewagę demograficzną na rzecz Kurdów.
Jest wybitną aktorką. Zagrała wiele ról w filmach i serialach takich jak: Transfer Olives for breakfast, Melrose Place, Beverly Hills 90210, JAG: Wojskowe Biuro Śledcze, CSI: Kryminalne zagadki Miami i Santa Barbara.
Jest także autorką wielu powieści, m.in. The Crimson Fields, opowiadającej o ludobójstwie Asyryjczyków na terenach dzisiejszej Turcji, Iranu i Iraku oraz autorką wielu serii filmów dokumentalnych.

## Filmy dokumentalne
| Rok  | Tytuł                                                  | Rola   | Informacje                                                      |
| ---- | ------------------------------------------------------ | ------ | --------------------------------------------------------------- |
| Film | The Assyrians                                          |        | Pisarz, producent, reżyser                                      |
| 2010 | Defying Deletion: The Fight Over Iraq’s Nineveh Plains | Główna | Zwycięzca 2011 Detroit Film Festival, 2011 Uptown Film Festival |
| 2006 | My Assyrian Nation on the Edge (ISBN 0-9771873-0-6)    | Główna | Pisarz, producent, reżyser                                      |